# Guillermo Naranjo Hernández

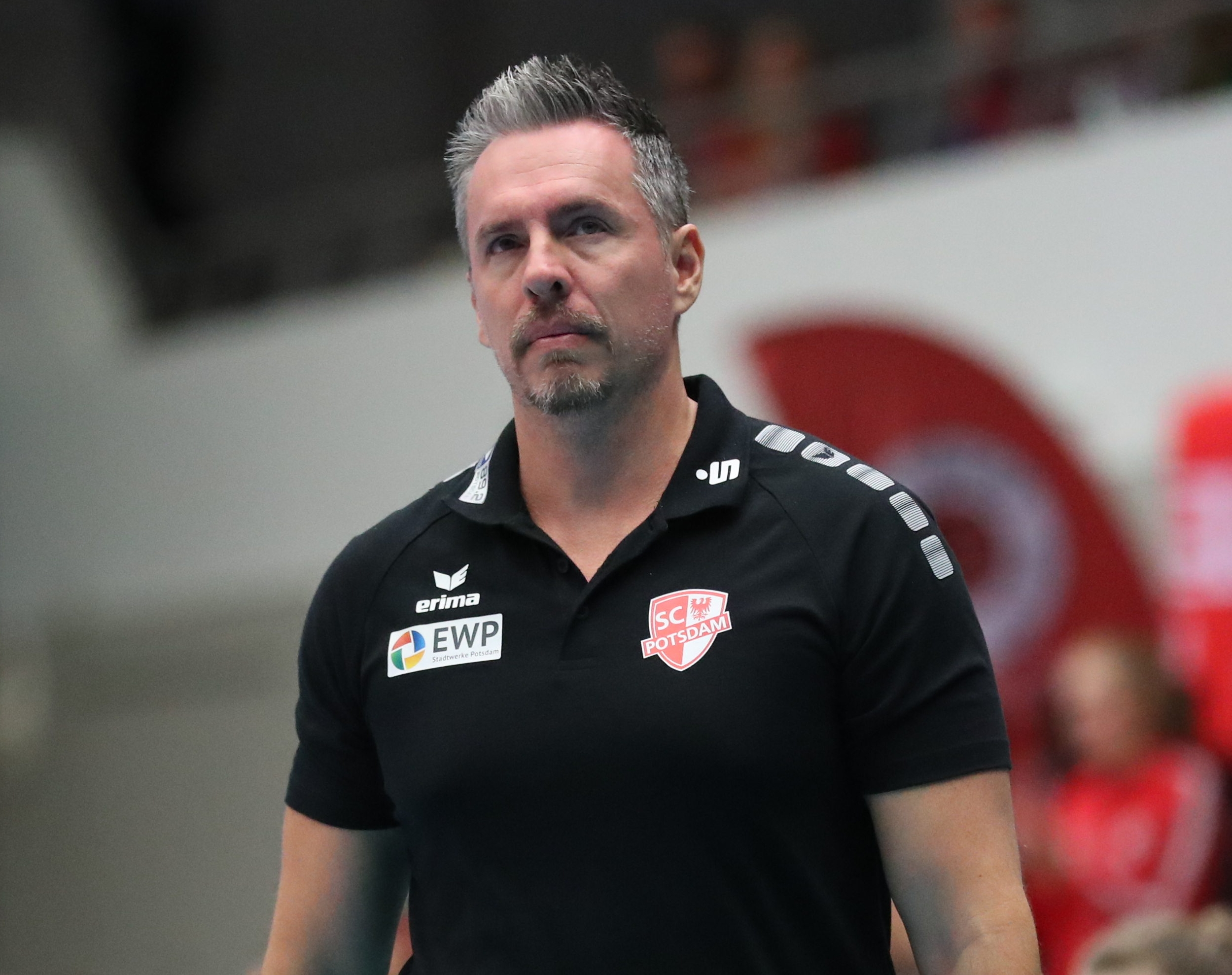
Guillermo Naranjo Hernández (2021)

Guillermo Naranjo Hernández (* 18. Juni 1977 in Santa Cruz de Tenerife) ist ein spanischer Volleyball-Trainer.

## Karriere
Hernández spielte von 1994 bis 2010 auf Teneriffa aktiv Volleyball und Beachvolleyball. Ab 2008 war er Co-Trainer der Frauen vom CV Teneriffa, mit denen er die spanische Meisterschaft gewann. 2012 zog er um nach Stuttgart. Mit den Männern von TSV Georgii Allianz Stuttgart gelang ihm 2013 der Aufstieg in die zweite Bundesliga. Parallel dazu trainierte er das Beachvolleyball-Duo Britta Büthe / Karla Borger, mit denen er 2013 WM-Silber gewann. Ab 2013 war Hernández Cheftrainer beim Frauen-Bundesligisten Allianz MTV Stuttgart. Hier wurde er 2015, 2016 und 2017 Vizemeister und gewann 2015 und 2017 den DVV-Pokal. Nach seiner Entlassung im Mai 2017 trainierte er 2017/18 den rumänischen Verein CSM Târgoviște und bis Dezember 2018 den polnischen Klub PTPS Piła. Seit 2018 ist Hernández sowohl Nationaltrainer von Griechenland als auch Cheftrainer beim Bundesligisten SC Potsdam.